# Francesco Bacone
Francis Bacon, italianizzato in Francesco Bacone (Londra, 22 gennaio 1561 – Londra, 9 aprile 1626), è stato un filosofo, politico, giurista e saggista inglese vissuto alla corte inglese.

Firma di Francis Bacon

Fu Procuratore generale e Lord cancelliere sotto il regno di Giacomo I Stuart.
Formatosi con studi in legge e giurisprudenza, divenne uno strenuo difensore della rivoluzione scientifica, su cui le sue opere ebbero una importante e duratura influenza, sostenendo il metodo induttivo fondato sull'esperienza, in senso gnoseologicamente contrapposto al metodo deduttivo cartesiano. Il suo approccio è anche alla base della futura teoria lockiana della tabula rasa (con questa espressione, già a partire da Aristotele, si esprime il rifiuto della concezione secondo cui l'essere umano, già dalla nascita, abbia in sé delle idee innate, dei contenuti di conoscenza che non derivano dall'esperienza).

## Biografia

### Gioventù e istruzione

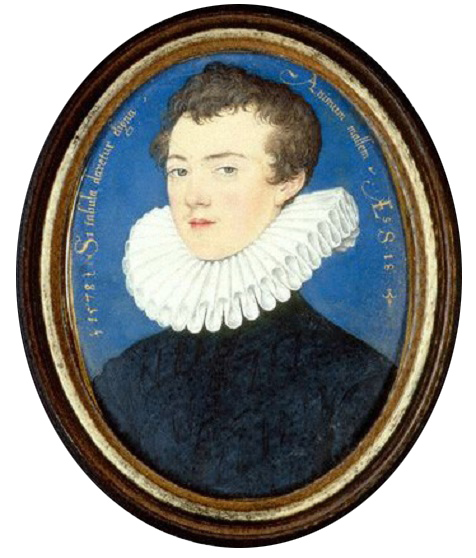
Ritratto di Francesco Bacone da giovane (National Portrait Gallery). L'iscrizione latina attorno alla sua testa recita: Si tabula daretur digna animum mallem ("Se si potesse dipingere la sua anima").

Nacque il 22 gennaio 1561, nella York House di Londra, la residenza di suo padre, sir Nicholas Bacon, che nei primi vent'anni del regno d'Elisabetta I Tudor aveva tenuto il Gran Sigillo. Sua madre era Lady Anne Cooke, seconda moglie di sir Nicholas, donna di grande cultura e poliglotta, cognata di Lord Burghley, che fu Lord Tesoriere della Regina Elisabetta, e uno degli uomini più potenti d'Inghilterra.
Secondo i biografi, Bacone ricevette la prima istruzione scolastica in casa, a causa delle fragili condizioni di salute, problema che lo avrebbe afflitto per tutta la vita. Il 4 aprile 1573, all'età di 12 anni, iniziò a frequentare il Trinity College dell'Università di Cambridge, in cui trascorse tre anni insieme al fratello maggiore Anthony sotto la diretta tutela di John Whitgift, futuro arcivescovo di Canterbury. Fu istruito prevalentemente in lingua latina, secondo il piano di studio medievale. Fu a Cambridge che avvenne il primo incontro tra Bacone e la regina Elisabetta, che rimase impressionata dal suo intelletto precoce ed era solita chiamarlo "il giovane castellano".. I suoi studi lo convinsero che i metodi e i risultati scientifici condotti secondo le pratiche dell'epoca fossero errati. Nonostante l'ammirazione per Aristotele, ne rifiutò il pensiero, che riteneva sterile, polemico e sbagliato nei suoi obiettivi, volendo allontanare la filosofia dalla disputa scolastica per portarla su campi più pratici per illuminare ed accrescere l'umana felicità.
Lasciato il Trinity College, il 25 giugno 1576 Bacone entrò nel Gray's Inn di Londra, una delle scuole dove si formavano i giureconsulti e gli avvocati. Tre mesi più tardi partiva per la Francia al seguito di sir Amias Paulet, nuovo ambasciatore alla corte di Enrico III. Della Francia ebbe un'impressione negativa della quale resterà traccia nelle Note sul presente stato della cristianità (Notes on Present State of Christendom) composte nel 1582. Nelle Note dice che il re gli pare un uomo dagli sregolati piaceri, dedito alle danze, ai festini, alle cortigiane, la Francia un paese profondamente corrotto, male amministrato, povero e prossimo alla rovina. Nei tre anni successivi si recò a Blois, Poitiers, Tours, in Italia e in Spagna. Nel corso dei suoi viaggi, Bacone studiò lingue, statistica e diritto civile, svolgendo nel frattempo mansioni diplomatiche di routine. In almeno un'occasione inviò lettere diplomatiche in Inghilterra destinate a Walsingham, Burghley, Leicester e alla regina.
Il 20 marzo 1579 ritornò precipitosamente a Londra a causa della morte del padre. Sir Nicholas aveva depositato una considerevole somma di denaro per acquistare una tenuta per il figlio minore, ma morì prima di farlo e a Francis rimase solo un quinto di quel denaro. Bacone si indebitò prendendo denaro a prestito e per mantenersi trasferì la sua residenza a Gray's Inn, integrando gli introiti con una rendita di 46 sterline provenienti da una concessione da parte della madre per l'affitto del maniero di Marks, vicino a Romford, nell'Essex.

### La carriera parlamentare
Bacone dichiarò di avere tre obiettivi: scoprire la verità, servire il suo paese e servire la sua chiesa e per raggiungere questi obiettivi cercò di ottenere un incarico prestigioso. Nel 1580, tramite lo zio, Lord Burghley, fece domanda per un posto a corte che gli permettesse di seguire una vita di studio, ma la cosa non andò a buon fine. Per due anni lavorò silenziosamente a Gray's Inn, finché non fu ammesso come barrister esterno nel 1582.
La sua carriera come parlamentare ebbe inizio nel 1581, quando venne eletto come deputato in una elezione suppletiva nel collegio di Bossiney, in Cornovaglia. Fu poi eletto in Parlamento nel 1584, per il collegio di Melcombe, nel Dorset e ancora nel 1586 come rappresentante di Taunton. In questo periodo iniziò a scrivere sulla condizione dei partiti nella Chiesa e sul tema della riforma filosofica nel testo (perduto) Temporis partus maximus. Tuttavia, non riuscì a ottenere il ruolo che pensava lo avrebbe portato al successo. Mostrò segni di simpatia per il puritanesimo, frequentando i sermoni del cappellano puritano di Gray's Inn e accompagnando la madre alla Temple Church per ascoltare Walter Travers. Questo portò alla pubblicazione del suo primo scritto sopravvissuto, che criticava la soppressione del clero puritano da parte della Chiesa inglese. Nel Parlamento del 1586, sollecitò apertamente l'esecuzione della regina di Scozia, la cattolica Maria Stuarda.
Nello stesso periodo ricorse di nuovo all'aiuto del potente zio, ottenendo una rapida carriera nell'avvocatura; nel 1586 divenne cancelliere e l'anno successivo fu eletto lettore; tenne la sua prima serie di lezioni nel 1588 durante la Quaresima. Nel 1589 ottenne l'importante nomina di reversibilità a Cancelliere della Star Chamber, nomina che valeva 1600 sterline annue, anche se ricoprì formalmente tale carica solo nel 1608.
Nel 1588 divenne deputato in rappresentanza di Liverpool e nel 1593 per il Middlesex. In seguito fu eletto tre volte per Ipswich (1597, 1601, 1604) e una per l'Università di Cambridge (1614).
Si distinse come riformatore di stampo liberale, desideroso di modificare la legge semplificandola; pur essendo amico della corona, si oppose ai privilegi feudali e ai poteri dittatoriali; si schierò contro le persecuzioni religiose; attaccò la Camera dei Lord per l'usurpazione dei Money Bills; si pronunciò a favore dell'unione di Inghilterra e Scozia, il che gli permise di esercitare un'influenza significativa sul consolidamento del Regno Unito. In seguito si schierò a favore dell'integrazione dell'Irlanda nell'Unione, nella convinzione che un legame costituzionale più stretto avrebbe apportato più pace e forza a questi Paesi.

### Gli ultimi anni del regno di Elisabetta
Bacone strinse rapidamente amicizia con Conte di Essex, il favorito della regina Elisabetta, e già nel 1591 ne era diventato il consigliere di fiducia.
Nel 1592 fu incaricato di scrivere un trattato (Certain Observations Made upon a Libel) in risposta alla polemica antigovernativa del gesuita Robert Parson, testo nel quale identificava l'Inghilterra con gli ideali dell'Atene democratica contro la belligeranza della Spagna.
Bacone ottenne il suo terzo seggio parlamentare per il Middlesex nel febbraio 1593, quando Elisabetta convocò il Parlamento per indagare su un complotto dei cattolici contro di lei. In seguito Bacone si oppose a un progetto di legge mirato a imporre una triplicazione dei sussidi nella metà del tempo consueto, cosa che offese la regina; i suoi oppositori lo accusarono di essere alla ricerca di popolarità e per un certo periodo fu escluso dai favori della Corte. Quando nel 1594 il posto di Procuratore generale divenne vacante, l'influenza del conte di Essex sulla regina non fu sufficiente per far assegnare il ruolo a Bacone, a cui venne preferito sir Edward Coke. Analogamente, nel 1595 Bacone non riuscì a ottenere la carica di Solicitor General, anzi la regina lo ignorò apertamente nominando al suo posto sir Thomas Fleming; per consolarlo di questa delusione, Essex gli fece dono di una proprietà a Twickenham, che Bacone rivendette successivamente per 1800 sterline.
Nel 1597 Bacone divenne il primo Queen's Counsel designato, quando la regina Elisabetta lo nominò suo legale. Nel 1597 gli fu anche conferito un brevetto che gli dava la precedenza nell'ordine degli avvocati. Nonostante le sue cariche, non riuscì a ottenere lo status e la notorietà di altri. Nel tentativo di risollevare la sua posizione, corteggiò senza successo la giovane e ricca vedova lady Elizabeth Hatton, che interruppe la loro relazione accettando il matrimonio con sir Edward Coke, alimentando ulteriormente l'inimicizia tra i due uomini. Nel 1598 Bacone fu arrestato per debiti. In seguito, tuttavia, la sua reputazione agli occhi della regina migliorò e a poco a poco Bacone si guadagnò la posizione di uno dei consiglieri eruditi. Il suo rapporto con la regina migliorò ulteriormente quando ruppe i legami con Essex, una mossa accorta, dato che Essex sarebbe stato giustiziato per tradimento nel 1601.
Bacone fu incaricato insieme ad altri di indagare sulle accuse contro Essex. Alcuni seguaci di Essex confessarono che il conte aveva pianificato una ribellione contro la regina. Bacone fece poi parte del gruppo di legali capeggiato dal Procuratore generale. Dopo l'esecuzione di Essex, la regina ordinò a Bacone di scrivere il resoconto ufficiale governativo sul processo, che fu poi pubblicato come A DECLARATION of the Practices and Treasons attempted and committed by Robert late Earle of Essex and his Complices, against her Majestie and her Kingdoms, dopo che la prima stesura di Bacone fu pesantemente modificata dalla regina e dai suoi ministri.
Secondo il suo segretario personale e cappellano, William Rawley, come giudice Bacone ebbe sempre un cuore tenero, "guardando agli esempi con sguardo di severità, ma alla persona con sguardo di pietà e compassione", aggiungendo anche che "era privo di cattiveria", "non vendicatore di ferite" e "non diffamatore di alcun uomo".

### Al servizio di Giacomo I
L'ascesa al trono da parte di Giacomo I portò Bacone a godere di maggior favore, tanto che già nel 1603 fu nominato cavaliere. Con un'altra abile mossa, Bacone scrisse le sue Apologies in defence of his proceedings in the case of Essex (Apologie in difesa del suo procedimento nel caso di Essex), dato che Essex aveva favorito la successione di Giacomo al trono. L'anno successivo, nel corso della prima sessione parlamentare, Bacon sposò Alice Barnham. Nel giugno 1607 fu finalmente premiato con la carica di Solicitor General e nel 1608 iniziò a lavorare come praticante nella Star Chamber. Nonostante le generose entrate, Bacone non riusciva a saldare i vecchi debiti e a tal fine cercò ulteriori promozioni e ricchezze, sostenendo re Giacomo e le sue politiche arbitrarie. Nel 1610 si riunì la quarta sessione del primo Parlamento di Giacomo e nonostante i consigli di Bacone, il re e i Comuni entrarono in conflitto sulle prerogative reali e sulle imbarazzanti stravaganze del re. La Camera fu infine sciolta nel febbraio 1611. Durante questo periodo Bacone riuscì a mantenere sia il favore del re che la fiducia dei Comuni.
Nel 1613 Bacone ottenne finalmente la nomina a Procuratore generale, dopo aver consigliato al re un rimpasto degli organismi giudiziari. Come Procuratore Generale, Bacone, con i suoi zelanti sforzi (tortura compresa) per ottenere la condanna di Edmund Peacham per tradimento, sollevò controversie legali di grande importanza costituzionale. Bacone e il Gray's Inn organizzarono la cerimonia nota come The Masque of Flowers (La maschera di fiori) per celebrare le nozze tra Robert Carr, I conte di Somerset e Frances Howard, salvo poi processarli e condannarli per omicidio nel 1616.
Il cosiddetto Parlamento del Principe dell'aprile 1614 si oppose alla presenza di Bacone come deputato per Cambridge e ai vari progetti reali che Bacone sosteneva. Anche se gli fu permesso di mantenere il seggio, il Parlamento approvò una legge che vietava al Procuratore Generale di sedere in Parlamento. La sua influenza sul re aveva evidentemente ispirato risentimento o apprensione in molti dei suoi pari; Bacone, tuttavia, continuò a ricevere il favore del re: nel marzo 1617 fu nominato Reggente temporaneo d'Inghilterra (per un periodo di un mese) e nel 1618 Lord Cancelliere. Il 12 luglio 1618 il re fece ammettere Bacone tra i pari nominandolo barone di Verulamio, il che gli permise di assumere il titolo di lord Verulam. Bacone continuò a usare la sua influenza sul re per mediare tra il trono e il Parlamento e per questa sua abilità venne ulteriormente premiato con la nomina a visconte di Sant'Albano il 27 gennaio 1621.

### Il processo e la pubblica disgrazia

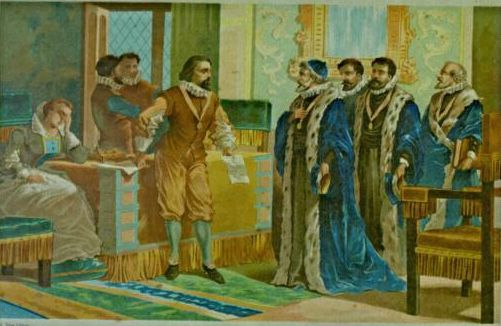
Bacone e i membri del Parlamento nel giorno della sua caduta politica (1621)

La carriera pubblica di Bacone terminò in disgrazia nel 1621. Dopo essersi indebitato, una commissione parlamentare sull'amministrazione della legge lo incriminò per corruzione con 23 distinti capi d'accusa. Il suo nemico di sempre, Sir Edward Coke, che aveva istigato queste accuse, era anche tra gli incaricati di preparare gli atti di incriminazione contro il cancelliere. Bacone ammise le accuse. Ai Lord, che mandarono una commissione per verificare se la sua confessione fosse davvero spontanea, rispose: "Signori miei, è il mio atto, la mia mano e il mio cuore; supplico le vostre signorie di essere clementi con una canna spezzata". Fu condannato a pagare una ammenda di 40000 sterline e fu rinchiuso nella Torre di Londra con una condanna a tempo "a discrezione del re"; la prigionia durò solo pochi giorni e l'ammenda venne pagata dal re. Il Parlamento interdisse Bacone dal ricoprire cariche future e di sedere in Parlamento. Bacone scampò per un soffio alla degradazione che lo avrebbe privato dei suoi titoli nobiliari e da quel momento in poi, caduto in disgrazia, si dedicò allo studio e alla scrittura.
Ci sono pochi dubbi sul fatto che Bacone abbia accettato doni dalle parti contendenti, ma si trattava di un'usanza comunemente accettata all'epoca e non necessariamente prova di un comportamento profondamente corrotto. Pur riconoscendo che la sua condotta era stata leggera, egli replicò che non aveva mai permesso che i doni influenzassero il suo giudizio e, anzi, in qualche occasione aveva emesso un verdetto contro coloro che lo avevano pagato. Ebbe anche un colloquio con re Giacomo durante il quale affermò:
(17 aprile 1621)
Scrisse anche quanto segue a George Villiers, I duca di Buckingham:
()
Dato che l'accettazione di doni era una pratica comune e onnipresente, e i Comuni stavano indagando con zelo sulla corruzione e sugli illeciti giudiziari, si è ipotizzato che Bacone sia servito da capro espiatorio per distogliere l'attenzione dalle cattive pratiche e dalla presunta corruzione di Buckingham stesso. Il vero motivo della sua ammissione di colpa è oggetto di dibattito; alcuni autori ipotizzano che possa essere stato spinto dalla sua malattia o dall'idea che grazie alla sua fama e alla grandezza della sua carica gli sarebbe stata risparmiata una dura punizione. Potrebbe anche essere stato ricattato, con la minaccia di accusarlo di sodomia, affinché confessasse.

### La morte

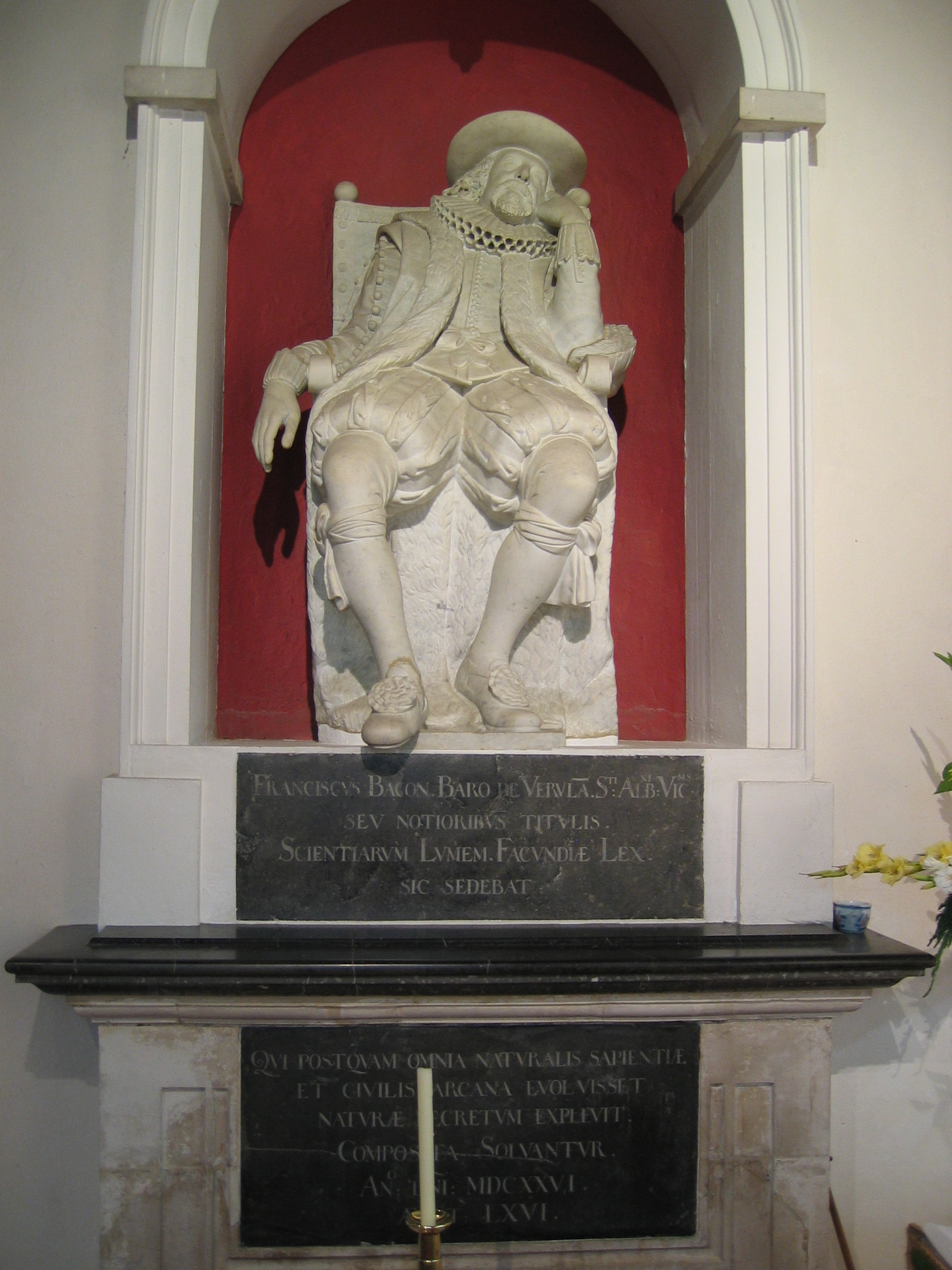
Monumento a Bacone nel luogo di sepoltura (chiesa di San Michele a Sant'Albano)

Francesco Bacone morì di polmonite a 65 anni all'alba del giorno di Pasqua, il 9 aprile 1626, mentre si trovava nella residenza del conte di Arundel a Highgate, fuori Londra. John Aubrey ne descrisse la fine nella sua opera Brief Lives, citando un esperimento di congelamento delle carni:
(John Aubrey, Brief Lives)
Dopo aver riempito il pollo di neve, Bacon contrasse un caso fatale di polmonite. Alcuni, tra cui Aubrey, considerano questi due eventi contigui, forse coincidenti, come correlati e causali della sua morte, dando origine a una controversa motivazione:
(Catherine Bowen, Francis Bacon: The Temper of a Man)
Aubrey è stato criticato per la sua evidente credulità in questa come in altre opere; d'altra parte, conosceva Thomas Hobbes, filosofo compagno e amico di Bacone.
Rimane l'ultima lettera dettata da Bacone poco prima di morire e destinata al suo ospite, lord Arundel, che al momento del suo decesso era assente, in cui viene in effetti citato l'esperimento ma Bacone non lo associa alla sua malattia:
(Francesco Bacone)
Anche William Rawley, segretario personale e cappellano di Bacone, lasciò un resoconto della sua morte, senza menzione alcuna dell'esperimento:
(William Rawley, segretario personale e cappellano di Bacone)
Fu sepolto nella chiesa di San Michele a Sant'Albano. Alla notizia della sua morte, 32 grandi menti raccolsero i loro elogi su di lui, che furono poi pubblicati in latino poco dopo il suo funerale. Nel suo testamento lasciò ogni suo avere alla propria servitù. Il suo patrimonio personale consisteva in 7000 sterline e in terreni che furono venduti per 6000 sterline, ma lasciò anche debiti per oltre 23000 sterline, equivalenti a 4 milioni di sterline attuali.

## Vita privata

### Convinzioni religiose
Bacone era un anglicano devoto. Credeva che la filosofia e il mondo naturale dovessero essere studiati induttivamente, ma sosteneva che si possono studiare solo gli argomenti per l'esistenza di Dio. Le informazioni sugli attributi di Dio (come la natura, l'azione e gli scopi) possono provenire solo da una rivelazione speciale. Bacone sosteneva inoltre che la conoscenza fosse cumulativa e che lo studio comprendesse più di una semplice conservazione del passato. "La conoscenza è il ricco deposito per la gloria del Creatore e per il sollievo della condizione dell'uomo", scriveva. Nei suoi Saggi, afferma che "un po' di filosofia inclina la mente dell'uomo all'ateismo, ma la profondità della filosofia porta la mente dell'uomo alla religione".
La descrizione che fa degli idoli nel Novum Organum potrebbe aver rappresentato inconsciamente un tentativo di cristianizzare la scienza contestualmente allo sviluppo di un nuovo metodo scientifico affidabile. Bacone indicò l'adorazione di Nettuno come esempio della fallacia degli "idoli della tribù" (idola tribus), alludendo alle dimensioni religiose della sua critica agli idoli.
Bacone era contrario alle scissioni all'interno del cristianesimo, ritenendo che avrebbero finito per rendere dominante l'ateismo, come indica la sua citazione: "Le cause dell'ateismo sono: le divisioni nella religione, se sono molte; perché una divisione principale aggiunge zelo a entrambe le parti; ma molte divisioni introducono l'ateismo. Un'altra è lo scandalo dei sacerdoti; quando si arriva a quello che dice San Bernardo: "Non si può più dire che il sacerdote è come il popolo, perché la verità è che il popolo non è così cattivo come il sacerdote". Un terzo è l'abitudine di deridere i profani nelle questioni sacre, che a poco a poco deturpa la riverenza della religione. Infine, i tempi dotti, in particolare con la pace e la prosperità, perché i problemi e le avversità piegano maggiormente le menti degli uomini alla religione".

### Il matrimonio con Alice Barnham

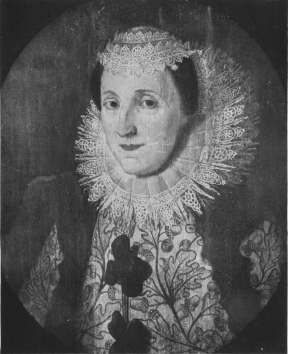
Alice Barnham ritratta in un'incisione

Quando aveva 36 anni, Bacon corteggiò Elizabeth Hatton, una giovane vedova di 20 anni. Lei interruppe la loro relazione dopo aver accettato il matrimonio con un uomo più ricco, nonché rivale personale di Bacone, sir Edward Coke. Anche a distanza di anni, Bacone esprimeva ancora nei suoi scritti il rammarico per il mancato matrimonio con lady Hatton..
All'età di 45 anni, Bacon sposò Alice Barnham, la figlia tredicenne di un benemerito assessore e deputato di Londra. Bacon scrisse due sonetti in cui proclamava il suo amore per Alice, il primo durante il corteggiamento e il secondo il giorno del suo matrimonio, il 10 maggio 1606. Quando Bacon fu nominato Lord Cancelliere, "per mandato speciale del Re", Lady Bacon ebbe la precedenza su tutte le altre dame di corte. Il segretario personale e cappellano di Bacone, William Rawley, scrisse nella sua biografia di Bacone che il suo matrimonio fu contraddistinto da "molto amore e rispetto coniugale", menzionando una veste d'onore che egli donò ad Alice e che "ella indossò fino alla sua morte, vent'anni e più dopo la morte di lui".
Tuttavia, circolavano voci di attriti nel matrimonio, e si ipotizza che ciò potesse essere dovuto al fatto che Alice dovesse accontentarsi di una vita meno dispendiosa di quella a cui era abituata. Sembra che fosse fortemente interessata alla fama e alla fortuna e che, quando le finanze domestiche diminuivano, si lamentasse amaramente. Nella Vita di Alice Barnham, Alice Bunten scrive che, quando la famiglia era sommersa dai debiti, lei si mise in viaggio per chiedere aiuti e sostegni finanziari alla loro cerchia di amicizie.
Quando Francesco Bacone scoprì la sua relazione sentimentale segreta con sir John Underhill, riscrisse il suo testamento (in cui aveva originariamente previsto di lasciarle terre, beni e rendite), diseredandola del tutto.

### Sessualità
Diversi autori ritengono che, nonostante fosse sposato, Bacone fosse attratto principalmente dagli uomini. Forker, per esempio, ha studiato le "preferenze sessuali storicamente documentabili" sia di Francesco Bacone che del re Giacomo I e ha concluso che entrambi erano orientati all'"amore maschile", un'espressione dell'epoca che "sembra essere stata usata esclusivamente per riferirsi alla preferenza sessuale degli uomini per i membri del loro stesso sesso".
Il noto antiquario John Aubrey nel suo Brief Lives scrisse riguardo a Bacone che "era un pederasta, i suoi ganimedi e favoriti prendevano tangenti".
L'antiquario giacobino sir Simonds D'Ewes, collega di Bacone al Parlamento, lasciò intendere che si era parlato di processarlo per comportamento corrotto, accusa già mossa nei confronti del fratello Anthony. D'Ewes inoltre, nella sua Autobiografia e Corrispondenza, nelle note relative al 3 maggio 1621, data della censura di Bacone da parte del Parlamento, cita l'amore di Bacone per i suoi servitori gallesi, in particolare Godrick, un "giovane dal volto molto effeminato" che egli definisce "il suo catamite e compagno di letto".
Questa conclusione però è stata contestata da altri autori, che sottolineano la mancanza di prove coerenti e considerano le fonti aperte a più interpretazioni.
In pubblico Bacone prese le distanze dall'idea di omosessualità; nella Nuova Atlantide descrive la sua isola utopistica come "la più casta nazione sotto al cielo" e "quanto all'amore maschile, non ne hanno traccia alcuna".

## Metodologia scientifica
( Francis Bacon, De officio judicis, in Sermones Fideles, Ethici, Politici, Oeconomici, sive Interiora Rerum, Lugdunum Batavorum, Apud Franciscum Hackium, 1641,  p. 265, n. XLV.)

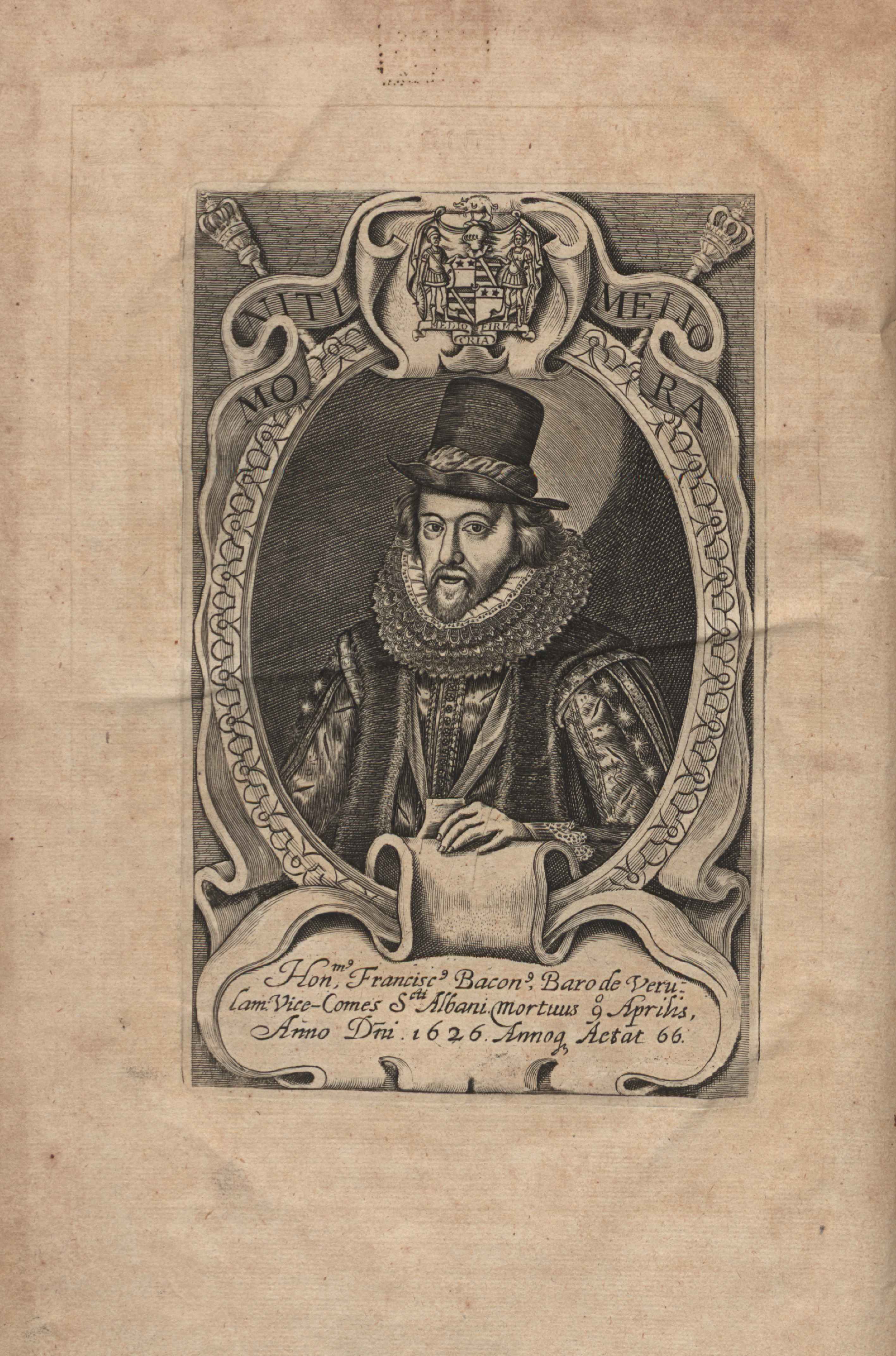
Illustrazione dal Sylva sylvarum

Nei suoi scritti filosofici si dipana una complessa metodologia scientifica, spesso indicata con il suo nome (metodo baconiano).
Sir Francis Bacon è il filosofo empirista della rivoluzione scientifica che ha incentrato la sua riflessione nella ricerca di un metodo di conoscenza della natura che si può definire scientifico, nel senso che vuole essere ripetibile e che parta dall'osservazione della natura. Bacone teorizza che l'osservazione dei fenomeni naturali debba essere praticata compilando una tabula presentiae e una tabula absentiae in proximitate in cui si riportano i dati di temperatura, sostanze chimiche e altri fattori ambientali presenti e assenti in un dato momento in cui si è ottenuto un fenomeno di cui si cerca di scoprire i fattori che l'hanno determinato.
Se il fenomeno si manifesta sia in presenza che in assenza di un dato fattore presunto, allora il fattore che è rilevato nel contesto è ininfluente. Se il fenomeno muta d'intensità, in presenza del fattore, ma si manifesta anche in sua assenza, ciò significa che il fattore condiziona il fenomeno ma non ne è ancora la causa. L'obiettivo dell'analisi è trovare quel fattore la cui presenza è condizione necessaria (anche se non sufficiente) del fenomeno stesso.
La filosofia naturale si distingue in due parti: quella speculativa, che riguarda la ricerca delle cause dei fenomeni naturali, e quella pratica che si occupa della produzione degli effetti. La parte speculativa, a sua volta, si divide in fisica e metafisica: la fisica "indaga e tratta le cause materiali ed efficienti; la metafisica studia le cause finali e formali".
Senza conoscere una causa come condizione necessaria e sufficiente dell'esistenza di un fenomeno non si potrà riprodurlo e nemmeno conoscerlo: un attributo sarà presente in un oggetto se, stimolato con la causa necessaria e sufficiente di quell'attributo, diventerà visibile e conoscibile; altrimenti se non si manifesta, ciò vorrà dire che l'oggetto non possiede tale attributo.
Bacone trascorse la vita a cercare un esperimento che chiamò "istanza cruciale" (Experimentum crucis), tale da interrogare la natura in modo da costringerla a risponderci sì o no, come dicevano i naturalisti italiani.
(Pensieri e conclusioni sulla interpretazione della natura o sulla scienza operativa, 1607-1609)
Le massimeTantum possumus quantum scimus (tradotta correntemente in «Sapere è potere») e Natura non nisi parendo vincitur («La natura può essere vinta solo ubbidendole») passeranno a detto comune.
Il suo metodo anticipa quello galileiano, che dimostrerà come occorra un approccio quantitativo con equazioni e misure per trovare delle condizioni necessarie e/o sufficienti per conoscere i fenomeni e replicare quelli a noi più utili (e non soltanto qualitativo con tabule presentiae ed absentiae, ancora oggi utilizzate negli esperimenti dove è importante indicare le condizioni ambientali in cui avviene la misura).

## IlNovum Organum

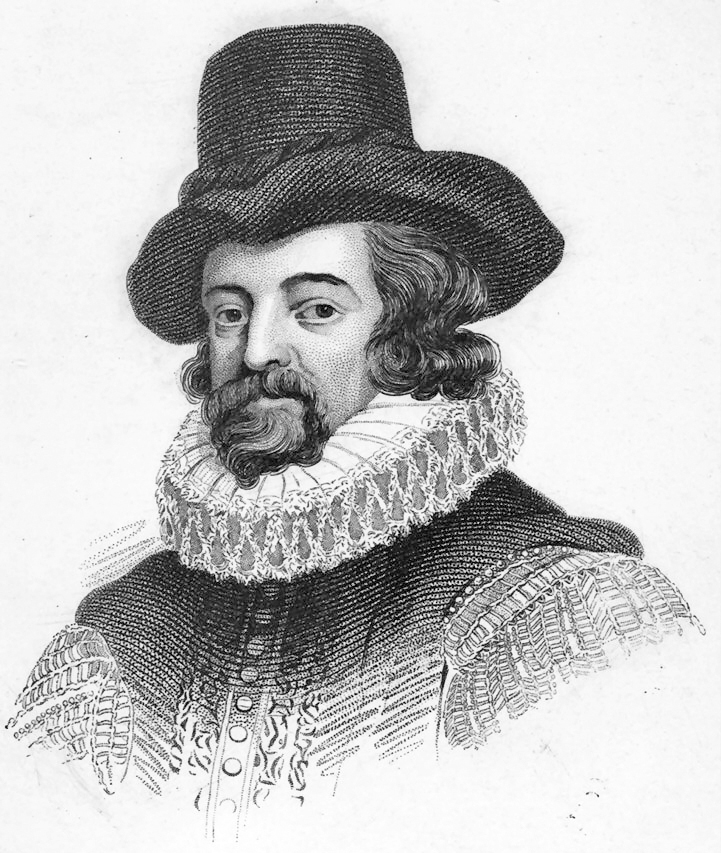
Bacone

In quest'opera, Bacone elabora una procedura di lavoro per poter raggiungere una conoscenza certa di un fenomeno. Tale procedura, definita metodo baconiano, consta di due parti fondamentali: la pars destruens e la pars costruens. Nella prima occorre liberare la mente dalle false credenze e convinzioni, che Bacone chiama "idola" e successivamente con la pars construens del Novum Organum o Novum Organum Scientiarum (trad. "Nuovo organo", "Nuovo Strumento delle Scienze"), elaborare una teorizzazione del ragionamento induttivo, più definita e rinnovata rispetto a quella già accennata da Aristotele. Infatti, l'induzione aristotelica, o induzione per enumerazione semplice, passa troppo presto dai casi particolari ai princìpi generali. Conclude, cioè, troppo precipitosamente, procedendo per semplice enumerazione. Ad esempio, dalle osservazioni particolari che questo cigno è bianco, che quest'altro è bianco, e che quest'altro ancora è sempre bianco, passa subito alla conclusione generale che tutti i cigni sono bianchi. Ma i dati raccolti per enumerazione semplice possono essere sempre confutati da esempi successivi (per es., nel nostro caso, dalla constatazione futura dell'esistenza di un cigno nero).
Il superamento di questa falsa o impropria induzione passa secondo Bacone per l'instaurazione di una nuova metodologia scientifica che conduca all'induzione vera, non più per enumerazione semplice ma per esclusione degli elementi inessenziali a un fenomeno, e per scelta di quelli essenziali.
Quello che Bacone vuole scoprire con l'induzione vera è la legge dei fenomeni. Sennonché questa legge è ancora concepita da Bacone aristotelicamente come "forma" (o "essenza", o "causa", o "natura") del fenomeno studiato, e non, come farà Galileo, come relazione quantitativa, di tipo matematico. In altre parole, la forma di un fenomeno (per es., del calore) è intesa, più o meno alla maniera di Aristotele, come il complesso delle qualità essenziali del fenomeno stesso, ossia come ciò che lo fa essere quello che è. Più precisamente, Bacone intende per forma il principio interno che spiega la costituzione, la struttura del fenomeno (schematismo latente), ma che spiega anche il suo sviluppo, cioè la sua generazione e produzione (processo latente). Il limite di Bacone consiste dunque nel fissare la sua attenzione sugli aspetti qualitativi del fenomeno studiato, mentre la scienza moderna si interessa anche dei suoi aspetti quantitativi, ossia di quelli che, proprio perché quantitativi, possono essere misurati.

### Gli Idola: lapars destruens

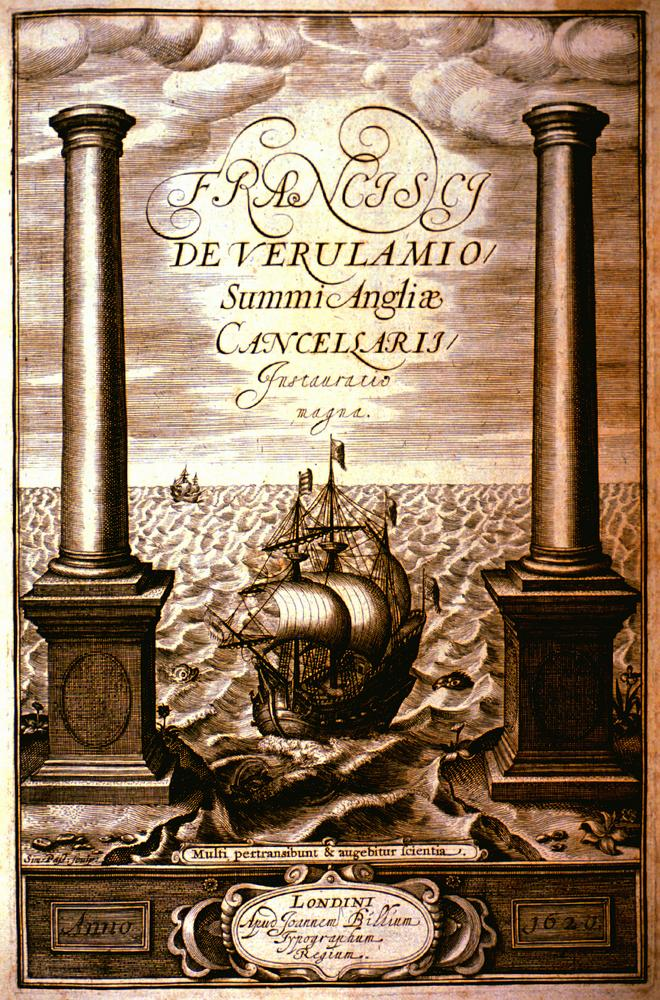
La Instauratio Magna (La grande instaurazione) di Bacone. L'opera, che comprende il Novum Organum, rappresenta nella copertina il veliero del nuovo sapere che supera le classiche colonne d'Ercole del mondo conosciuto.

Nella pars destruens del suo Novum Organum sono esposti gli errori da cui dobbiamo liberarci per delineare il metodo della ricerca della verità. Occorre purificare la nostra mentalità da una serie di errori che avevano causato sino ad allora lo scarso progresso delle scienze.
Ma prima ancora di classificare gli errori occorre indicare le cause degli errori:
- prima causa: l'uomo è più attaccato alle proprie idee che alle cose, ovvero l'uomo spesso dà più valore alle proprie idee che alla realtà
- seconda causa: l'insofferenza per il dubbio;
- terza causa: attribuire false finalità alla conoscenza. La conoscenza dice Bacone non è né serva né cortigiana ma sposa. Lo scienziato non si deve vendere come la cortigiana né asservirsi al potere di qualcuno ma accudire con amore alla sola scienza.

Dopo aver parlato delle cause degli errori, Bacone elenca gli errori che chiama idoli poiché l'uomo li onora al posto del vero Dio, della verità:	
- Idola tribus, gli errori della tribù, quelli radicati nella specie umana, che è fatta in modo tale che inevitabilmente commette errori. Il fatto stesso di essere uomini ci porta ad errare;
- Idola specus, cioè gli errori della spelonca platonica, dovuti alla soggettività particolare dell'uomo. Ogni uomo è fatto in modo tale che oltre agli errori che commette in genere come uomo ci sono quelli legati alla sua particolare individualità;
- Idola fori, gli errori della piazza, delle «reciproche relazioni del genere umano»[71], del linguaggio, che è convenzionale ed equivoco.
- Idola theatri, gli errori della finzione scenica che Bacone imputa alla filosofia che ha dato rappresentazioni non vere della realtà «favole recitate e rappresentate sulla scena»[71], e come è accaduto con il sistema aristotelico che ha descritto un mondo fittizio non corrispondente alla realtà.

La storia della filosofia allora da quest'ultimo punto di vista può essere suddivisa in tre specie: sofistica, empirica e superstiziosa. Di filosofia sofistica accusa Aristotele perché cercò di dare più una descrizione astratta delle cose che andare alla ricerca della loro vera realtà. 
Una filosofia empirica è quella di Gilbert e degli alchimisti, che spiegano le cose per mezzo di limitati e particolari esperimenti. La filosofia "superstiziosa", infine, è quella che si fonde con la teologia come la filosofia pitagorica e platonica.

### Il metodo delleTabulae: lapars construens
L'induzione vera proposta da Bacone può anche definirsi la dottrina delle tavole. Secondo Bacone, infatti, quando vogliamo studiare la natura di un certo fenomeno fisico dobbiamo far uso di tre tavole: la tavola della presenza (tabula praesentiae), la tavola dell'assenza (tabula absentiae in proximitate) e la tavola dei gradi (tabula graduum).
- Nella tavola della presenza sono raccolti tutti i casi positivi, cioè tutti i casi in cui il fenomeno si verifica (per esempio, tutti i casi in cui appare il calore, comunque prodotto, dal sole, dal fuoco, dai fulmini, per strofinamento, ecc.).
- Nella tavola dell'assenza sono raccolti tutti i casi in cui il fenomeno non ha luogo, mentre si sarebbe creduto di trovarlo (per esempio, nel caso dei raggi della luna, della luce delle stelle, dei fuochi fatui, dei fuochi di Sant’Elmo, ecc.).
- Nella tavola dei gradi, infine, sono presenti i gradi in cui il fenomeno aumenta e diminuisce (ad esempio, si dovrà porre attenzione al variare del calore nello stesso corpo in ambienti diversi o in particolari condizioni).

Solo dopo aver effettuato l'analisi e la comparazione dei risultati segnati nelle tre tavole, possiamo senz'altro tentare un'interpretazione iniziale o vindemiatio prima (prima vendemmia); in altre parole, le tavole consentono una prima ipotesi sulla forma cercata. Questa prima ipotesi procede per esclusione e per scelta. Lo scienziato esclude (cioè scarta) come forma del fenomeno le caratteristiche mancanti nella prima tavola, presenti nei corpi nella seconda, e che non risultano decrescenti col decrescere dell'intensità del fenomeno, o viceversa. Lo scienziato, invece, sceglie come causa del fenomeno una natura sempre presente nella prima tavola, sempre mancante nella seconda, e con variazioni correlate a quelle del fenomeno nella terza. Nel caso del calore, si può ipotizzare che la causa del fenomeno sia il movimento, non di tutto il corpo, ma delle sue parti, e piuttosto rapido. Il movimento, infatti, si trova quando il caldo è presente, manca quando il caldo è assente, aumenta o diminuisce a seconda della maggiore o minore intensità del calore. La causa del calore non può essere, invece, la luce, perché la luce è presente nella tavola dell'assenza.
L'ipotesi va poi verificata con gli esperimenti. Bacone propone ben 27 tipi diversi di esperimenti e pone al culmine l'experimentum crucis (esperimento della croce), il cui nome deriva dalle croci erette nei bivi decisionali: quando, dopo aver vagliato le tavole, ci troviamo di fronte a due ipotesi ugualmente fondate, l'esperimento cruciale ci toglie dall'incertezza, perché dimostra vera una delle due ipotesi, e falsa l'altra. Esempi di problemi che richiedono l'esperimento cruciale sono la teoria della rotazione o meno della Terra intorno al Sole, le teorie sul peso dei corpi, ecc. Consideriamo, per esempio, quest'ultimo problema. Ecco il bivio: o i corpi pesanti tendono al centro della Terra per la loro stessa natura, cioè per una qualità intrinseca, come voleva Aristotele, o sono attratti dalla forza della massa terrestre. Se fosse vera la prima ipotesi, un corpo dovrebbe avere sempre lo stesso peso; invece, se fosse vera la seconda ipotesi, un corpo dovrebbe pesare di più avvicinandosi al centro della Terra, e di meno allontanandosene. Ed ecco l'esperimento cruciale: si prendano due orologi, uno con contrappesi di piombo e l'altro a molla. Si accerti che le loro lancette si muovano alla stessa velocità. Si ponga il primo in cima a un luogo altissimo, e l'altro a terra. Se è vera l'ipotesi che il peso dipende dalla forza di gravità, l'orologio piazzato in alto si muoverà più lentamente, a causa della diminuita forza di attrazione terrestre.

## La nuova Atlantide
La nuova Atlantide è un testo che fa parte del genere letterario utopico, assieme, ad esempio, alle opere L'Utopia di Thomas More o La città del sole di Tommaso Campanella. Bacone prende spunto dal mito di Atlantide, narrato da Platone (che egli non apprezza) nel Crizia. Platone a capo del suo stato aveva messo i filosofi, Campanella un sacerdote, Bacone gli scienziati. Essi sono dotati di un sapere pratico capace di trasformare la realtà ed assicurare una vita migliore all'umanità. Le Utopie di Tommaso Moro e Campanella si ispirano a motivi morali e sociali: il tema centrale de La nuova Atlantide è da cercarsi invece nel potere che deriva all'uomo dalla scienza.
Al centro dell'intera società utopica vi è la famiglia, la cui prosperità diventa un affare di stato, partendo dal privato, dai piccoli amori domestici, per poi trasformarsi in universale. Bacone immagina di approdare a Bensalem (tale è il nome della città sull'isola ideale) in seguito ad un naufragio. Egli ed i suoi compagni di viaggio entrano in contatto con una cultura più avanzata, una civiltà che conosce tutte le altre, ma dalle quali non è conosciuta e che ha sempre saputo (e intende continuare a farlo) rimanere pura, non traviarsi, come invece è capitato a tutte le altre. Proprio per questo, in un primo tempo, sono riluttanti ad accogliere e a far sbarcare gli stranieri anche se successivamente non esiteranno ad aiutare l'intero equipaggio.
È una società radicalmente diversa rispetto a quelle allora conosciute, tuttavia qualcosa le accomuna; ad esempio le lingue sono il greco, l'ebraico, il latino e lo spagnolo; la loro religione è il Cristianesimo. Tutto ciò che gli abitanti di Bensalem si vedono intorno lo attribuiscono a Dio. Gli scienziati, che reggono la città, cercano di trasformare, alterare, imitare, riprodurre la realtà in quanto la conoscono secondo verità: il mondo stesso è a totale disposizione dell'uomo. Bensalem non è una semplice città ma un gigantesco laboratorio scientifico all'aria aperta il cui fine è conoscere le cause e le forze interne alla natura ed estendere i confini del potere umano. Ivi si preparano medicinali, si riproducono i fenomeni atmosferici, si fabbricano artificialmente insetti, si desalinizza l'acqua salata, si prolunga la vita dell'uomo, si edificano torri altissime, si creano pozioni, si sperimentano su animali ogni tipo di veleni per provvedere alla salute dell'uomo.
Caratteristiche:
1. non si tratta di una democrazia;
2. la politica è una tecnocrazia. In Bacone è fortissima la convinzione che il governo stesso debba essere in mano agli scienziati, i quali devono governare in funzione del benessere dei cittadini;
3. nasce l'idea che il sapere non sia frutto di un singolo individuo, la scienza è un lavoro di équipe.

## Verità e utilità della scienza
Rodolfo Mondolfo ha esplicato le motivazioni storiche e culturali in un saggio su lavoro intellettuale e lavoro manuale dall'antichità al Rinascimento, parlando di un profondo mutamento nelle arti meccaniche e nel lavoro manuale, che si verificò in Europa fra XV e XVI secolo. La cultura Europea si avvicinava così ad una definitiva rottura con quella teoria dove la tecnica era inferiore rispetto alla scienza e il lavoro manuale inferiore rispetto a quello intellettuale. Il Mondolfo mostra da una parte " l'esistenza di una corrente spirituale nel mondo antico che onora il lavoro manuale", dall'altra lato spiega come in Grecia ci sia disprezzo per il lavoro manuale e le arti meccaniche soprattutto nelle classi militari. Il Mondolfo è consapevole che nella cultura del mondo antico prevalse proprio quella profonda opposizione fra tecnica e scienza. Paolo Rossi prova a dimostrare il rapporto tra alcune teorie centrali di Bacone e le teorie assunte da Mondolfo verso le arti meccaniche, ma essi sono giunti a conclusioni nettamente diverse.
Bacone si pone contro una possibile opposizione fra tecnica e scienza, lavoro manuale e lavoro intellettuale. Nella storiografia baconiana è presente una divisione in due gruppi degli interpreti di Bacone: quelli che hanno interpretato Bacone come un "utilitarista" e quelli che lo hanno difeso da questa accusa perché hanno visto in lui una valutazione "disinteressata" del sapere scientifico. Gli studiosi che hanno criticato la filosofia di Bacone partivano da un terreno comune, quello di una indispensabile opposizione fra scienza e tecnica e fra "verità" e "utilità". Chi invece come Liebig, un filosofo spiritualista, pensava che  "la ricerca della verità" e la "realizzazione delle opere" fossero due campi distinti,  concepì senza dubbio il pensiero baconiano come tipica espressione di "volgare utilitarismo". Bacone rifiuta categoricamente e gli fa apparire il sapere tradizionale come "sterile desiderio" la separazione tra verità e utilità e che tra teoria e pratica, tra sapere e operare è stata introdotta una frattura. Bacone infatti sostiene l'identità di questi termini. Un aspetto interessante della filosofia Baconiana è il tentativo che egli compie per far vedere come questa contrapposizione sia andata sempre man mano a rafforzarsi col passare dei secoli. Non è la filosofia a mettere in crisi tale contrapposizione, ma una serie di grandiosi mutamenti che sono avvenuti e hanno modificato la civiltà umana.
Il progetto baconiano di una storia letteraria (attualmente la nomineremmo storia delle idee) pubblicato nell'Advancement of Learning del 1605 è indicativo del punto di vista di Bacone. Si tratta di una storia dello sviluppo del sapere, del fiorire delle scuole scientifiche, dalle loro lotte delle loro dimenticanze, lo scopo era di insegnare agli uomini l'uso consapevole del sapere. Nella Instauratio Magna troviamo le critiche rivolte alla tradizione filosofica, attraverso la quale Bacone intendeva dar vita ad un'opera, nella cui realizzazione occorre che gli uomini siano consapevoli dell'identità fra progresso nella teoria e progresso nella pratica. Nella Conference of Pleasure del 1592 Bacone affermò la sovranità dell'uomo nella conoscenza, sostenendo che il fine della scienza è quello di servire alla vita e identificando l'uomo con "ciò che l'uomo conosce".
L'identità fra verità e utilità è stata espressa da Bacone in una serie di opere differenti. Nella Partis Instaurationis Secundae Delineatio et Argumentum, nei Cogitata et Visa e poi nel Novum Organum Bacone si occupa di rispondere a delle domande che potevano essergli mosse dalle filosofie tradizionali: non è la contemplazione del vero cosa di gran lunga più eccellente e degna di qualsiasi ritrovato pratico, per importante ed utile che esso sia? Per chi dedica alla meditazione ogni suo amore e ogni venerazione, non può suonare giustamente eccessiva, spiacevole e sgradita la continua insistenza sulle opere, sui risultati pratici sulle arti? Questo attardarsi in mezzo alle cose particolari non distoglie la mente dalla serenità e dalla tranquillità che sono proprie della scienza? Nella Partis Instaurationis Secundae Delineatio Bacone afferma che colui che protesta contro l'eccessiva insistenza delle opere va contro i suoi stessi desideri. Con ancor più forza, nei Cogitata et Visa Bacone dichiara che l'impero dell'uomo risiede solo nella scienza e che l'uomo può solo per quel tanto che sa. Secondo Bacone, insomma, esiste una radicale differenza di piani fra esperienza comune ed esperienza scientifica.
Egli afferma anche che tutti i fenomeni naturali siano riconducibili a un numero finito di elementi semplici. La coincidenza di sapere e potenza, di verità e utilità presuppone dunque l'adozione da parte dell'intelletto di precise regole tecniche. Solo l'adozione di un nuovo metodo garantisce questa coincidenza, la quale non è invece in alcun modo presente nè in alcun modo realizzabile ove la mente sia sprovvista di strumenti o ritenga di poter lavorare senza di essi. Chiedersi se le verità scientifiche dipendano dai processi impiegati per affermarle è per Bacone un dilemma privo di senso. Le due gemelle intenzioni umane, la scienza e la potenza coincidono in una sola e l'ignoranza delle cause provoca il fallimento delle opere: ciò che in sede teorica vale come causa, in sede operativa vale come regola. Ciò implica che a una causa che non possa contemporaneamente valere come regola non può legittimamente applicarsi la qualifica di causa e viceversa. Si tratta di un solo processo. Posta di fronte a un certo effetto  "la contemplazione" muove alla ricerca della causa. A un vero precetto corrisponde un perfetto operare: la ricerca teorica e l'applicazione pratica sono la stessa cosa.
Ciò che interessa soprattutto a Bacone è che il progresso della condizione umana e il progresso delle costruzioni tecniche non vengano considerati separati o addirittura opposti. Quindi non basta solo affermare la convergenza tra utilità e verità ma anche non porre la verità in un rapporto di dipendenza con l'utilità. Una praticità senza verità è per Bacone arbitraria e casuale. La caccia al risultato pratico è tipico dei procedimenti della magia e dell'alchimia. In polemica con i procedimenti magico-alchemici, Bacone avanza l'esigenza di metodi rigorosi e codificabili, egli affermava che le opere andavano ricercate più come pegni di verità che non a causa delle comodità della vita. La preoccupazione per l'apparato teorico della ricerca scientifica appare particolarmente evidente nella Partis Instaurationis Secundae Delineatio del 1607. L'opera della ragione, scrive Bacone nella Delineatio è duplice e può avere un duplice fine e uso. Il fine dell'uomo è quello di contemplare o quello di agire od operare ed egli ricerca o la cognizione delle cause o l'abbondanza degli effetti. Conoscere la causa di un determinato effetto è il fine della conoscenza, introdurre in una determinata base materiale una certa natura è il fine della potenza. Bacone fornisce una giustificazione di tale distinzione. La divisione fra i termini "sapere" e "operare" dipende dunque per Bacone dal fatto che le operazioni umane sono attualmente affidate a una "prudenza" immediatistica e a una serie di accorgimenti di carattere empirico non sorrette da un metodo.
Se dalla Delineatio si passa al Novum Organum ci accorgiamo che la posizione di Bacone sembra essersi invertita. Qui afferma che data la pericolosità delle astrazioni sembra molto più sicuro iniziare la restaurazione delle scienze dai fondamenti. L'atteggiamento di Bacone nelle due opere differisce poiché nella prima opera Bacone ritiene più opportuno far leva su un'analisi degli assiomi o proposizioni generali per modificare il rapporto fra teoria e pratica o fra verità e utilità, mentre nella seconda Bacone ritiene sia più sicuro iniziare la riforma del sapere dalla pratica invece che dalla teoria. Anche laddove Bacone introduce una distinzione fra parte speculativa e parte operativa della filosofia naturale come nel De Augmentis, egli non smentisce nè contraddice la sua tesi dell'identità fra verità e utilità, causa e regola. La separazione fra i termini viene vista come preparatoria e provvisoria: essa ha un senso preciso nell'ambito di un tentativo di riforma delle condizioni attuali di scienza, perde ogni senso entro una scienza rinnovata che abbia superato la condizione di incertezza operativa. Questa incertezza è l'effetto e la causa della scissione fra verità e utilità. Per sbloccare questa situazione è necessario che l'uomo adotti verso la realtà naturale un nuovo atteggiamento, stabilendo così un contatto con la natura.
Quando bacone accusa Aristotele di aver avuto la pretesa di produrre il mondo mediante una serie di distinzioni verbali, costituite con grande acutezza, egli mira a colpire la logica che a suo dire si presenta come un ostacolo a ogni effettivo processo di indagine sulla natura. Quella logica, secondo Bacone, è senza dubbio in grado di insegnare agli uomini a trarsi d'impaccio dalle dispute. Nella logica tradizionale avvengono due fenomeni contro i quali Bacone prende posizione: il sistema delle relazioni logiche o delle regole del discorso veniva dichiarato autosufficiente e fornito di finalità intrinseche, veniva ignorata la necessità di operazioni capaci di applicare tali regole e tali significazioni alla realtà naturale. Da questi due punti deriva il pensiero tradizionale. La consapevolezza dell'identità fra progresso nelle teorie e progresso nella condizione umana era senza dubbio per Bacone un elemento indispensabile alla formulazione stessa di un progetto di restaurazione e riforma del sapere ma è altrettanto vero che l'identità di scienza e potenza e fra verità e utilità gli si presentava più come un fine da realizzare attraverso la riforma.

## L'avallo delle deportazioni in Virginia
Dopo la privatizzazione delle terre, come uomo politico concettualizzò la scienza del terrore assecondando e sostenendo le deportazioni di massa dei diseredati e dei poveri nelle colonie americane della Virginia. Tra le altre cose è necessario ricordare che nel 1619 il Consiglio Privato, di cui a quel tempo Bacone faceva parte, violando apertamente la legge inglese, e per assecondare la volontà della Virginia Company, costrinse alla deportazione nelle colonie americane ben 165 bambini, provenienti dal Bridewell Palace. Di quei 165 bambini (di età compresa tra gli 8 e i 16 anni) nel 1625 a seguito dei maltrattamenti subiti nelle piantagioni ne rimasero in vita solo dodici. Le deportazioni continuarono coinvolgendo altri millecinquecento bambini nel 1627 e ulteriori quattrocento, di origine irlandese, nel 1653.

## Influenze del pensiero baconiano
Per studiare le idee di Bacone, un gruppo di 12 scienziati inglesi fondò la Società Reale, divenuta in seguito l'accademia nazionale inglese delle scienze. Ispirò profondamente il pensiero ed il lavoro di Hobbes e di Locke. Durante l'Illuminismo francese, l'Encyclopédie è stata dedicata a Bacone; D'Alembert chiamò Bacone il massimo, il più universale e più eloquente filosofo. La Convenzione Nazionale pubblicò le opere di Bacone a spese dello Stato.
(Denis Diderot)

### Nel Puritanesimo
Sebbene Bacone non fosse un puritano, fu accolto molto positivamente quanto dichiarò nella prefazione del De interpretatione naturae del 1603:
(Francesco Bacone, De interpretatione naturae, 1603)
L'affermazione si schierava a favore di un progresso pratico delle scienze, opposto ad uno sterile scolasticismo. Il ripudio della scienza scolastica trovò un solido punto di incontro con i puritani, che iniziarono a occuparsi dei frutti della terra al servizio di Dio. Tale processo di crescita sarebbe stato agevolato dal rifiuto meccanicistico dell'esistenza di un ordine divino della natura e quindi dalla possibile scelta di una metodologia descrittiva più semplice, in quanto priva della necessità di coniugare fede e ragione.

La visione del progresso fu spinta ai massimi termini in Magnalia naturae, opera che prefigurò un futuro nel quale il progresso avrebbe donato al genere umano l'allungamento della vita, la restituzione di un certo grado di giovinezza, il ritardo della vecchiaia, la cura delle malattie reputate incurabili e la mitigazione del dolore».

## Opere
- 1595 - Maxims of the Law
- 1597 - Religious Meditation
- 1602 - Temporis Partus Masculus

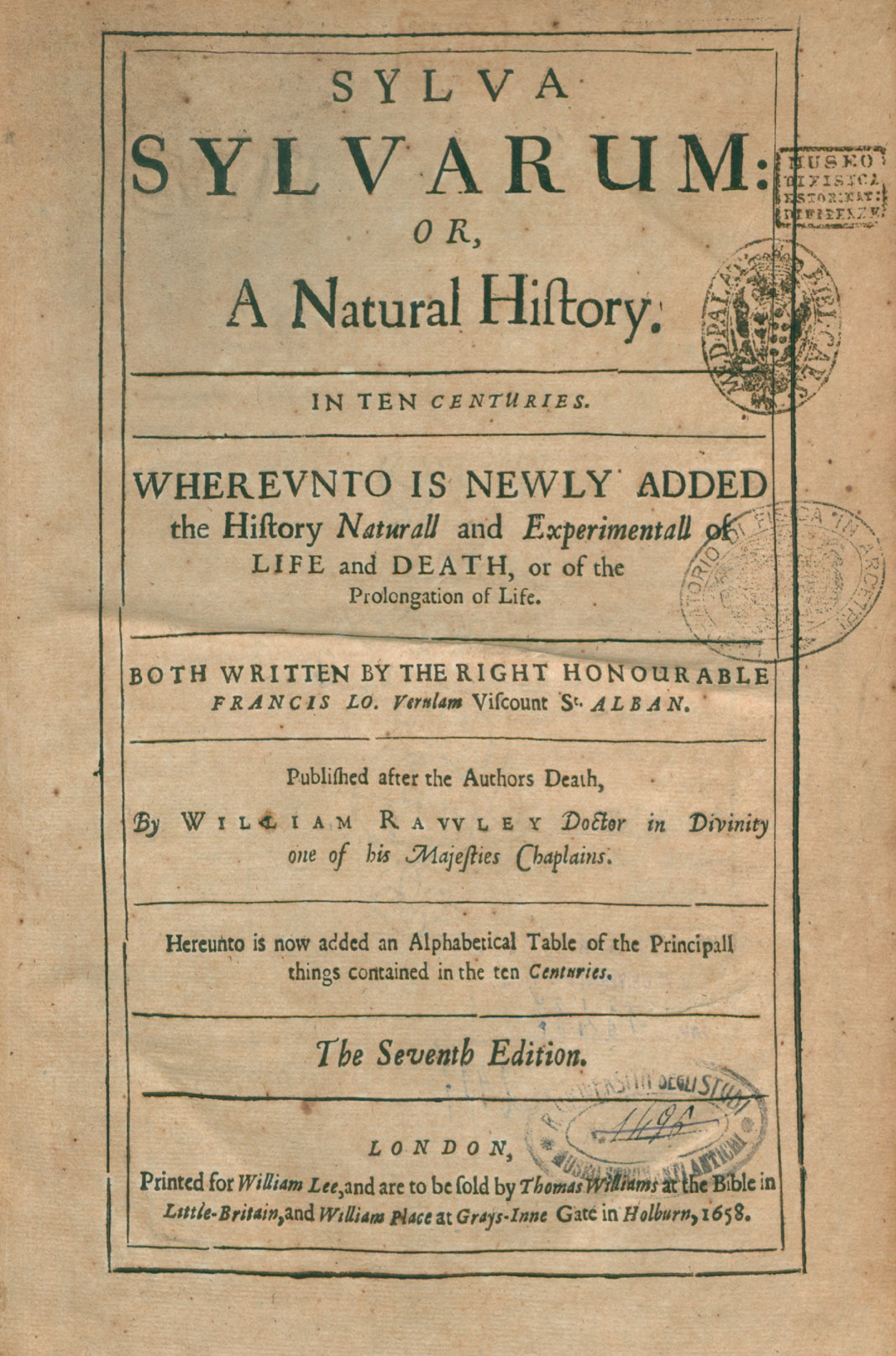
Sylva sylvarum, frontespizio dell'edizione del 1658

- 1605 - Pensieri e conclusioni sull’interpretazione della natura o sulla scienza operativa (Cogitata et Visa de Interpretatione Naturae)
- 1605 - Sull’avanzamento e sul progresso del sapere umano e divino (The Advancement and Proficience of Learning Divine and Human)
- 1609 - De Sapientia Veterum
- 1620 - Novum Organum, ossia nuovi indizi sull'interpretazione della natura
- 1623 - Sulla dignità e sul progresso delle scienze (De dignitate et augmentis scientiarum)
- 1624 - La nuova Atlantide (New Atlantis)
- 1625 - Saggi morali e civili (Essays, or Counsels Civil and Moral)
- 1626  -  Sylva sylvarum.

## Bibliografia

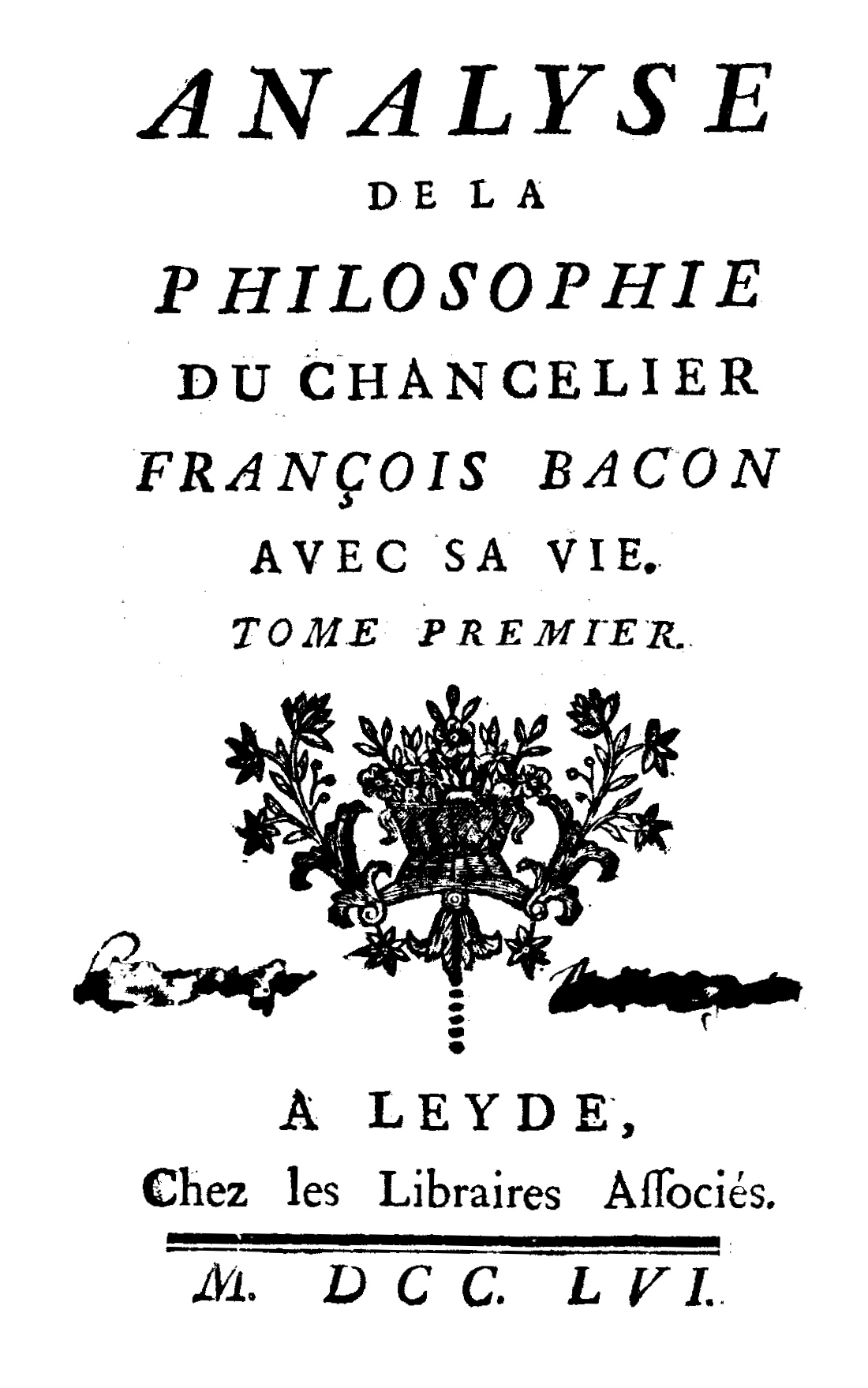
Alexandre Deleyre, Analyse de la philosophie du chancelier François Bacon, vol. 1, 1756